# Jan Balstad

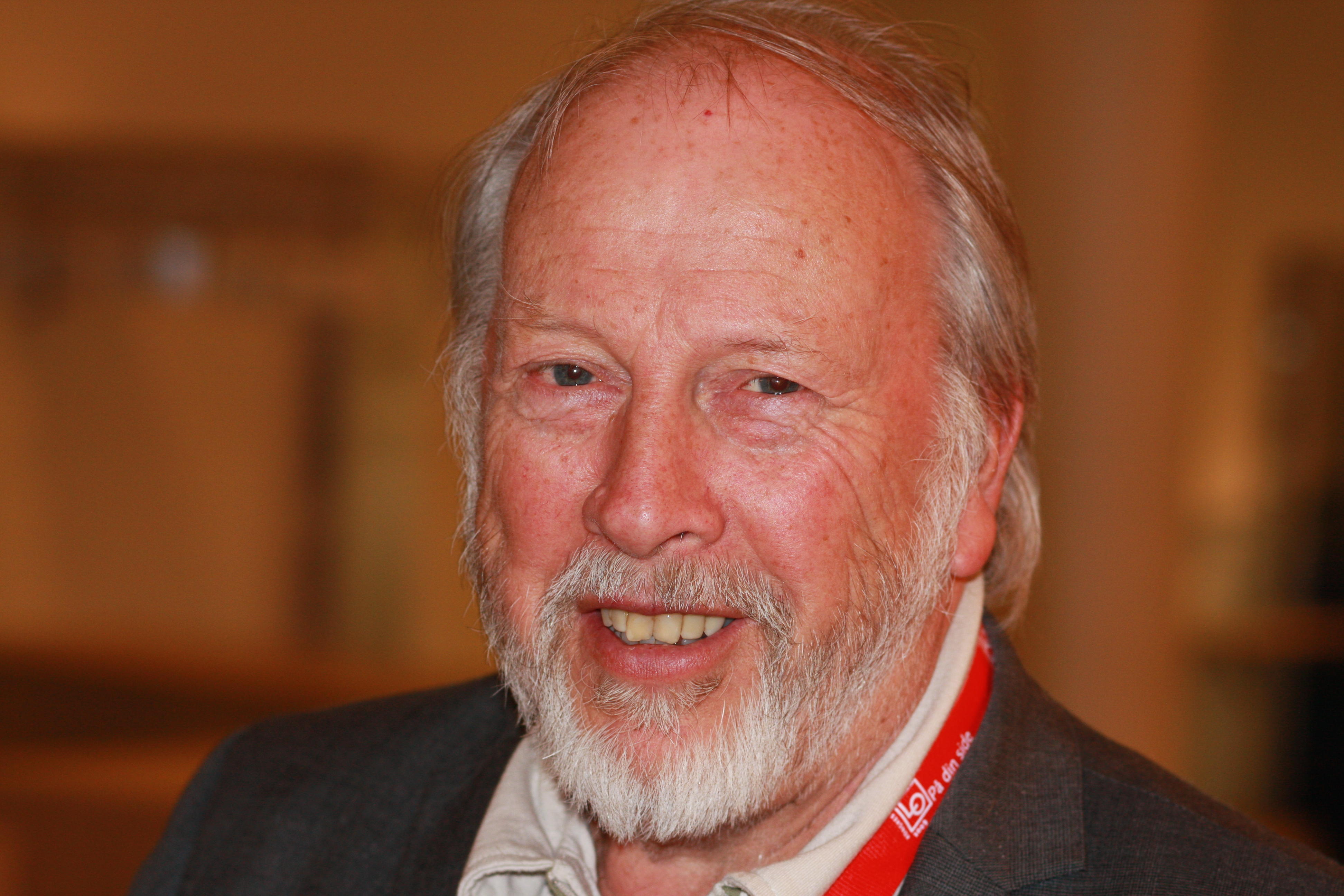
Jan Balstad, 2009

Jan Balstad (* 16. November 1937 in Oslo) ist ein norwegischer Politiker und Gewerkschafter der Arbeiderpartiet (Ap). Von Juni 1988 bis Oktober 1989 war er der Handels- und Schifffahrtsminister seines Landes.

## Leben
Balstad schloss im Jahr 1953 seine Schulzeit ab. Von 1953 bis 1954 war er ein Jahr lang als Seemann im Ausland unterwegs. Anschließend begann er eine Ausbildung zum Dreher bei Norsk Elektrisk & Brown Boveri (NEBB). Dabei besuchte er bis 1956 die Betriebsschule des Unternehmens und er erhielt schließlich im Jahr 1959 seinen Fachbrief. Danach arbeitete er bis 1968 als Facharbeiter für NEBB. Nebenbei war er auch politisch engagiert. So stand Balstad von 1960 bis 1961 der Parteijugend Arbeidernes Ungdomsfylking (AUF) vor und er gehörte bis 1964 dem Vorstand auf Landesebene an. In der Legislaturperiode von 1963 bis 1967 war er Vararepresentant im Osloer Stadtrat, er wäre also bei einem Ausfall nachgerückt.
Neben seinem parteipolitischen Engagement war er auch in Gewerkschaften tätig. So fungierte er von 1966 bis 1967 als Sekretär von Oslo Jern- og Metall, dem Osloer Zweig des norwegischen Eisen- und Metallarbeiterverbands Norsk Jern- og Metallarbeiderforbund. Dieser war an den Gewerkschaftsdachverband Landsorganisasjonen i Norge (LO) angeschlossen. Anschließend fungierte er bis 1968 als deren stellvertretender Vorsitzender. Im Jahr 1968 stieg er zum Sekretär des Verbands auf Landesebene auf. Als solcher fungierte er bis 1976 und Balstad wurde anschließend stellvertretender Vorsitzender. In der Zeit von 1979 bis 1981 war er schließlich in der Position des Vorsitzenden. Baldstad übernahm von 1981 bis 1988 den Posten als Generalsekretär des Dachverbands LO.
Am 13. Juni 1988 wurde er in der Regierung Brundtland II als Nachfolger von Kurt Mosbakk zum Handels- und Schifffahrtsminister ernannt. Der Ministerposten war im Außenministerium angesiedelt. Seine Ernennung zum Minister erfolgte im Rahmen einer Regierungsumbildung. Ministerpräsidentin Gro Harlem Brundtland begründete seine Ernennung damit, dass es sich bei Balstad um eine starke Person aus dem LO-Umfeld handle. Balstad äußerte zu seinem Amtsantritt, dass die Frage zur Zusammenarbeit mit der Europäischen Gemeinschaft (EG) sein wichtigstes Themengebiet werde. Er selbst war bei der Volksabstimmung über den Beitritt Norwegens zur Europäischen Wirtschaftsgemeinschaft ein Gegner des Beitritts. Bei seiner Ernennung zum Minister galt er der EG jedoch weniger abgeneigt. Zuvor hatte er eine LO-interne Untersuchung zum Verhältnis zur EG geleitet. Balstad übte sein Ministeramt bis zum Abtritt der Regierung Brundtland am 16. Oktober 1989 aus.
Er kehrte danach zu seinem Posten als Generalsekretär bei der LO zurück und wurde 1997 der stellvertretende Vorsitzende des Gewerkschaftsdachverbands, was er bis 2002 blieb. Von 1997 bis 2003 gehörte er außerdem dem Vorstand des aus der norwegischen Arbeiterbewegung hervorgegangenen Medienunternehmens A-pressen an. Nach seiner Zeit im Vorstand der LO war Balstad bis 2007 weiter als unbezahlter Berater für die LO-Forschungsorganisation FAFO tätig.

## Auszeichnungen
- 1987: Ehrenpreis der FAFO